# 一宮市立朝日東小学校
一宮市立朝日東小学校（いちのみやしりつあさひひがししょうがっこう）は、愛知県一宮市明地にある公立小学校。

## 概要
- 旧・尾西市の小学校であり、元は旧・中島郡朝日村の小学校であった。

## 沿革
- 1907年（明治40年）1月 - 玉野学校と萩蓮学校を統合し、東朝日尋常小学校として開校。玉野分教場、萩蓮分教場を設置。
- 1908年（明治41年）9月26日 - 現在地に校舎（木造平屋建）が完成する。
- 1918年（大正7年）4月13日 - 実業補習学校を併設する。
- 1924年（大正13年）4月28日 - 玉野分教場を改築する。
- 1926年（大正15年）12月12日 - 萩蓮分教場を改築する。
- 1941年（昭和16年）4月1日 - 東朝日国民学校に改称する。
- 1947年（昭和22年）4月1日 - 朝日村立朝日東小学校に改称する。玉野分教場を玉野分校、萩蓮分教場を北分校に改称する。
- 1952年（昭和27年）9月12日 - 玉野分校の校舎を新築する。
- 1953年（昭和28年）11月2日 - 北分校の校舎を新築する。
- 1955年（昭和30年）1月1日 - 起町と朝日村が合併し尾西市が発足。同時に尾西市立朝日東小学校に改称する。
- 1956年（昭和31年）4月5日 - 新校舎（本館・鉄筋コンクリート造3階建）が完成する。
- 1959年（昭和34年）5月29日 - 本館を増築する。
- 1965年（昭和40年）
  - 3月20日 - 玉野分校、北分校を廃止。
  - 4月23日 - 校舎を増築する。
- 1967年（昭和42年）5月10日 - 校舎を増築する。
- 1969年（昭和44年）7月11日 - プールが完成する。
- 1972年（昭和47年）2月14日 - 校舎（新館）が完成する。
- 1976年（昭和51年）4月3日 - 大徳小学校を分離する。
- 2005年（平成17年）4月1日 - 尾西市と木曽川町が一宮市に編入される。同時に一宮市立朝日東小学校に改称する。

## 通学区域
- 玉野、西萩原字祐久東、西萩原字若宮北の一部、蓮池字郷西の一部、蓮池字下松山の一部、東加賀野井字東川原の一部、明地（明地字西七丁原の一部を除く）、祐久（祐久字九百坪の一部、祐久字外浦、祐久字西川田、祐久字東川田を除く）[1]。

## 進学先中学校
- 一宮市立尾西第二中学校

## 交通アクセス
- 名鉄バス起線「朝日東小学校前」バス停より徒歩約5分。

名鉄一宮駅バスターミナルより27系統。